# PhyloCode
PhyloCode, pełna nazwa: Międzynarodowy kodeks nomenklatury filogenetycznej – jeden ze zbiorów zasad taksonomii organizmów żywych. W odróżnieniu od dotychczas powszechnie stosowanej taksonomii fenetycznej, grupującej organizmy ze względu na ich cechy charakterystyczne (na przykład obecność rdzenia kręgowego), reguły PhyloCode ustalają zasady taksonomii filogenetycznej. Zgodnie z nimi organizmy grupowane są ze względu na pochodzenie od wspólnych przodków w klady (PhyloCode w odróżnieniu od tradycyjnych kategorii systematycznych nie zaleca nadawania kladom rang, aczkolwiek nie wyklucza ich stosowania).
Aby nazwa kladu została uznana za ważną, musi zostać przedstawiona jej definicja filogenetyczna (w języku angielskim lub po łacinie). PhyloCode przedstawia kilka – choć nie wszystkie – typów definicji filogenetycznych, do których należą:
- node-based – „najwęższy klad obejmujący A i B” (zapisane w skrócie „<A&B”). Przykładem kladu, którego nazwa ma definicję typu node-based, jest Neornithes – „najwęższy klad obejmujący Struthio camelus i Passer domesticus” („< Passer domesticus & Struthio camelus”)[3], co znaczy, że Neornithes to klad obejmujący ostatniego wspólnego przodka strusia i wróbla domowego i wszystkich jego potomków.

- branch-based' (dawniej nazywana stem-based) – „największy klad obejmujący A, ale nie Z” (w skrócie: „>A~Z”), np. „Tetanurae to najszerszy klad obejmujący Passer domesticus, ale nie Ceratosaurus nasicornis i Carnotaurus sastrei” („> Passer domesticus ~ Ceratosaurus nasicornis ∨ Carnotaurus sastrei”)[4], co oznacza, iż Tetanurae to największy klad obejmujący wszystkie zwierzęta bliżej spokrewnione z wróblem niż z ceratozaurem i karnotaurem.

- apomorphy-based' – „największy klad obejmujący wszystkie organizmy wykazujące cechę M synapomorficzną z tą u A” (w skrócie „>M(A)”), np. Avifilopluma to „największy klad pochodzący od pierwszego przedstawiciela Panaves mającego pióra homologiczne z piórami Vultur gryphus”[5].

PhyloCode jest przedsięwzięciem alternatywnym wobec tradycyjnej nomenklatury hierarchicznej stosowanej w klasyfikacjach biologicznych. Powstał podczas warsztatów w Uniwersytecie Harvarda w sierpniu 1998 roku, kiedy ustalono jego cel i założenia. W wyniku dalszej współpracy grupy naukowców w kwietniu 2000 roku opublikowana została w Internecie pierwsza wersja PhyloCode. W lipcu 2002 podczas warsztatów na Uniwersytecie Yale rozdzielono reguły nazewnictwa kladów od reguł dotyczących nazewnictwa gatunków. Przyjęto, że PhyloCode nie będzie dotyczył (tymczasowo) nazewnictwa gatunków. Podczas pierwszego międzynarodowego kongresu w lipcu 2004 w Paryżu utworzono Międzynarodowe Towarzystwo Nomenklatury Filogenetycznej (ang. International Society for Phylogenetic Nomenclature). W dniach od 28 czerwca od 2 lipca 2006 na Uniwersytecie Yale odbył się drugi kongres nomenklatury filogenetycznej.
Wersja aktualna oraz wersje historyczne PhyloCode dostępne są na witrynie internetowej Uniwersytetu Ohio.